# Ueneg
Ueneg je ime misterioznog faraona koji je vladao u 2. dinastiji. Njegov je pravi identitet nepoznat, te ga se ne može svrstati na popis faraona sa sigurnošću. 

## Identifikacija
Neki vladari 2. dinastije su slabo poznati, a među njima je i Ueneg. Za spomenuti je da je Ueneg ime i jednog egipatskog boga, što još više jača teoriju da ovaj faraon nije ni postojao, već da je neki drugi faraon koristio ovo ime za sebe. 
Prema teoriji Jochema Kahla, Ueneg je zapravo samo drugo ime faraona Raneba, ali on nije bio prethodnik Uenega, već je to bio Ninečer, što unosi dodatnu zbrku u identifikaciju ovog faraona. Ako je ovaj faraon bio stvarna osoba, vjerojatno je bio Ninečerov sin i otac Senedža. 
Tijekom Ninečerove vladavine, Ranebovo je ime nekoliko puta izbrisano. Na leđima kipa svećenika Redžita je popis najranijih vladara 2. dinastije - Hotepsekemuija, Raneba i Ninečera, ali Ueneg nije spomenut. Uenegovo je postojanje predviđeno natpisima u Sakari u grobnici S 3014 i u Džozerovoj piramidi. 